# Piper jalapense
Piper jalapense là một loài thực vật có hoa trong họ Hồ tiêu. Loài này được M. Martens & Galeotti miêu tả khoa học đầu tiên năm 1843.